# Violência contra prostitutas
Violência contra prostitutas inclui atos violentos e prejudiciais, sejam físicos ou psicológicos, contra indivíduos que se envolvem na prostituição. Esses atos ocorrem em todo o mundo, sendo que as vítimas são predominantemente mulheres. Em casos extremos, tais atos violentos levaram à morte das profissionais em seus locais de trabalho.

## Prevalência
Mulheres que trabalham na prostituição enfrentam níveis mais elevados de violência do que a população geral de mulheres. Um estudo de longo prazo publicado em 2004 estimou que a taxa de homicídio para prostitutas ativas que trabalharam em Colorado Springs de 1967 a 1999 foi de 204 por 100.000 pessoas-ano. A esmagadora maioria das 1.969 mulheres estudadas eram prostitutas de rua. Apenas 126 trabalhavam em salões de massagem, e a maioria dessas também atuava nas ruas.
Embora as prostitutas de Colorado Springs parecessem representar todas as prostitutas dos EUA em termos de prevalência e número de parceiros sexuais, e embora tenham trabalhado (e morrido) em várias partes do país, as profissionais em outros locais podem apresentar taxas de mortalidade e perfis diferentes. Essa taxa de homicídios é consideravelmente superior à das ocupações mais arriscadas nos Estados Unidos durante a década de 1980 (4 por 100.000 para funcionárias de lojas de bebidas e 29 por 100.000 para taxistas). A prevalência de violência contra prostitutas varia conforme a localização. Um estudo com mulheres e meninas prostituídas em Vancouver, British Columbia, Canadá, com idade acima de 14 anos e que faziam uso de drogas ilícitas, exceto maconha, constatou que 57% das profissionais experimentaram algum tipo de violência de gênero durante um período de 18 meses. Um estudo com 1.000 prostitutas (tanto cisgênero quanto transgênero) em Phnom Penh, Camboja constatou que 93% das mulheres entrevistadas haviam sido vítimas de estupro no ano anterior.

## Tipos de violência

### Física
Violência física é definida pela World Health Organization como "o uso intencional de força física ou poder, ameaçado ou efetivo, contra si mesmo, outra pessoa, ou contra um grupo ou comunidade, que resulta ou tem grande probabilidade de resultar em lesão, morte, dano psicológico, desenvolvimento prejudicado ou privação". A violência física é mais comum entre prostitutas que trabalham ao ar livre, com 47% das profissionais nessa condição relatando terem sido chutadas, socadas ou tapaadas em um estudo. Em um estudo com prostitutas de San Francisco, 82% das participantes relataram ter sofrido algum tipo de violência física desde que ingressaram na prostituição, sendo 55% desses ataques cometidos por clientes. Outro estudo encontrou uma taxa um pouco menor, com 74% das profissionais relatando terem sofrido algum tipo de abuso físico ao longo da vida. O consenso geral entre os estudos é que a taxa de violência física contra prostitutas é extremamente alta, sobretudo entre mulheres, que sofrem taxas mais elevadas do que seus colegas masculinos.

### Psicológica
Abuso psicológico, também conhecido como abuso mental ou emocional, caracteriza-se por expor ou sujeitar uma pessoa a comportamentos que podem resultar em trauma psicológico, incluindo ansiedade, depressão crônica ou transtorno de estresse pós-traumático (TEPT). O Fundo de População das Nações Unidas afirma que esse tipo de violência "inclui, mas não se limita a, ser insultada (por exemplo, chamada de nomes pejorativos) ou feita para se sentir mal consigo mesma; ser humilhada ou rebaixada na presença de outras pessoas; ser ameaçada com a perda da custódia dos próprios filhos; ser confinada ou isolada da família ou amigos; ser ameaçada com danos a si mesma ou a alguém de quem se importa; gritos repetidos, induzindo medo por meio de palavras ou gestos intimidatórios; comportamento controlador; e a destruição de pertences."
Certos tipos de abuso psicológico, como a negação de necessidades básicas, o consumo forçado de drogas ou álcool e a prisão por portar preservativos, são mais comuns entre os trabalhadores do sexo. Mulheres que trabalham na prostituição estão especialmente vulneráveis ao abuso psicológico, sobretudo ao abuso verbal, porque muitos clientes e outros membros da sociedade as veem como "vagabundas" ou como mulheres geralmente indesejáveis. O abuso verbal pode ocorrer tanto durante a prestação do serviço quanto após a insatisfação do cliente, e em ambos os casos pode ser um precursor da violência sexual por parte do cliente. Em um estudo, 78% das profissionais relataram ter sofrido abuso emocional ou psicológico ao longo da vida.

### Sexual
Violência sexual é qualquer ato sexual ou tentativa de obter um ato sexual por meio de violência ou coerção, comentários ou avanços sexuais indesejados, atos de tráfico ou atos dirigidos à sexualidade da pessoa, independentemente da relação com a vítima. O risco de abuso sexual é, em geral, menor que o risco de abuso físico, com exceção das prostitutas que trabalham em ambientes fechados, que relatam taxas mais elevadas de estupro ou tentativa de estupro do que qualquer tipo de violência física. Taxas de agressão sexual e estupro são mais elevadas entre mulheres (incluindo mulheres transgênero) do que entre homens, embora o índice geral seja alto, com um estudo indicando que 68% das respondentes foram estupradas desde que ingressaram na prostituição. Em outro estudo, 44% das profissionais relataram ter sofrido abuso sexual ao longo da vida. Esses altos níveis de violência sexual têm efeitos extremamente traumáticos sobre os homens e mulheres que atuam na prostituição, estando associados a maiores índices de TEPT.

## Fatores que contribuem
Estudos demonstram que prostitutas mais jovens tendem a sofrer mais violência por parte dos clientes do que suas colegas mais velhas. Além disso, trabalhadoras cisgênero e transgênero têm maior probabilidade de serem vítimas de violência cometida por um cliente do que seus colegas homens.

### Estigmas sociais: trabalhadores do sexo transgênero
Um estudo com trabalhadores do sexo transgênero mostra que mulheres trans, especialmente as de cor, tendem a sofrer taxas de violência mais elevadas do que as mulheres cisgênero, devido à discriminação e a fatores interseccionais. Diversos fatores contribuem para essa realidade, incluindo os estigmas sociais que cercam as mulheres trans, os quais as empurram para a prostituição como meio de sobrevivência; isso envolve altas taxas de desemprego decorrentes de discriminações legalmente permitidas, falta de oportunidades educacionais ou profissionais e problemas de saúde mental resultantes de experiências transfóbicas desde a adolescência até a idade adulta. Um estudo mostra que, mesmo diante dos riscos de violência e de contrair HIV, mulheres trans optam por permanecer no trabalho sexual para obter o apoio social e econômico que a sociedade geralmente não oferece. Isso se observa especialmente entre mulheres trans negras, que recebem menos remuneração pelo trabalho e, consequentemente, precisam atender a mais clientes, aumentando seu risco de violência.
Apesar de as trabalhadoras do sexo trans conseguirem criar sua própria comunidade, elas ainda enfrentam discriminação que muitas vezes se manifesta em violência nas ruas. Além do risco típico de estupro e roubo pelos clientes, prostitutas trans sofrem o ônus adicional de agressões e assédio transfóbico. Em um estudo com 48 mulheres trans de cor em San Francisco, uma participante relatou: "Quando a polícia te vê na calçada, eles arrancam seu cabelo, se você estiver usando peruca, te chamam de 'menino', alto, para que todos ouçam pelo alto-falante". Outra participante descreveu ter sido forçada a realizar sexo oral em um policial para escapar da ameaça de prisão. Essa violência transfóbica também é perpetuada por clientes, como ilustra o relato de uma participante sobre a morte de sua amiga, que foi assassinada e desmembrada por um cliente que inicialmente acreditava que ela fosse uma mulher cisgênero.

### Trabalho sexual legal vs. ilegal
Leis que proíbem a prostituição podem dificultar que homens e mulheres denunciem a violência que sofrem enquanto trabalham. Muitas vezes, transações ou acordos para encontrar clientes devem ser realizados em segredo, em locais onde a prostituição é ilegal. A descriminalização do trabalho sexual na Nova Zelândia demonstrou que a violência diminui quando as trabalhadoras não são obrigadas a trabalhar sozinhas ou em locais isolados. Embora o trabalho sexual sempre tenha sido legal na Nova Zelândia, a descriminalização eliminou leis que aumentavam o risco.

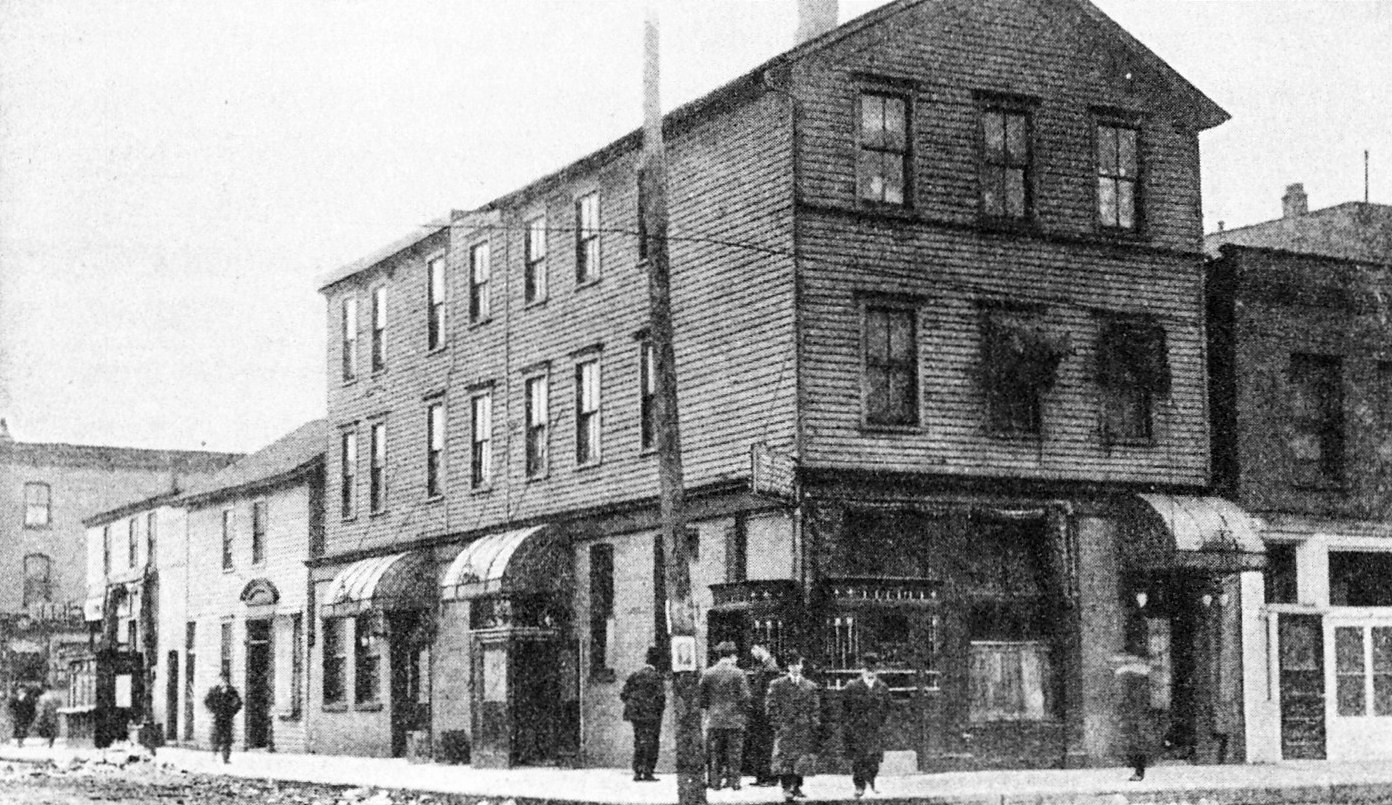
"The Paris" brothel em Chicago, c. 1911

### Ambiente de trabalho: interno vs. externo
Existem diferenças substanciais nas taxas de vitimização entre prostitutas de rua e profissionais que atuam em ambientes fechados, como call girls, bordéis e salões de massagem. Mulheres que trabalham legalmente em bordéis licenciados têm muito menos probabilidade de serem vitimadas, assim como aquelas que atuam em ambientes internos em países onde o trabalho sexual é legal. Um estudo de 1999 com 240 prostitutas constatou que metade das profissionais que atuavam na rua enfrentaram algum tipo de violência nos últimos seis meses, em comparação com um quarto das que trabalhavam em ambientes fechados.
| Experiências com violência                                          | Ambiente externo (n=115) | Ambiente interno (n=125) |
| ------------------------------------------------------------------- | ------------------------ | ------------------------ |
| Já experienciou violência por clientes                              | 93 (81)                  | 60 (48)                  |
| Violência experienciada nos últimos seis meses                      | 58 (50)                  | 32 (26)                  |
| Tipos de violência já experienciados:                               |                          |                          |
| Bofetadas, pontapés, socos                                          | 54 (47)                  | 17 (14)                  |
| Ameaçado com violência física                                       | 45 (39)                  | 18 (14)                  |
| Roubo                                                               | 42 (37)                  | 12 (10)                  |
| Tentativa de roubo                                                  | 30 (26)                  | 6 (5)                    |
| Espancado                                                           | 31 (27)                  | 1 (1)                    |
| Ameaçado com arma                                                   | 28 (24)                  | 8 (6)                    |
| Retido contra a vontade                                             | 29 (25)                  | 19 (15)                  |
| Tentativa de estupro (vaginal ou anal)                              | 32 (28)                  | 21 (17)                  |
| Esmagamento                                                         | 23 (20)                  | 7 (6)                    |
| Sequestrado                                                         | 23 (20)                  | 3 (2)                    |
| Forçado a praticar sexo oral                                        | 20 (17)                  | 4 (3)                    |
| Estuprado (vaginal)                                                 | 25 (22)                  | 2 (2)                    |
| Tentativa de sequestro                                              | 14 (12)                  | 1 (1)                    |
| Cortado ou esfaqueado                                               | 8 (7)                    |                          |
| Estuprado (anal)                                                    | 6 (5)                    | 8 (6)                    |
| Denunciou pelo menos um episódio de violência por cliente à polícia | 41/93 (44)               | 11/60 (18)               |

## Perpetradores

### Violência por clientes, cafetões e policiais
Os perpetradores podem incluir clientes violentos e pimps. Clientes frequentemente tentam manter uma relação de poder que os favoreça em detrimento das prostitutas, utilizando diversos métodos de violência, como os sexuais, emocionais e físicos. Embora os cafetões possam ser responsáveis por violência contra trabalhadoras do sexo – 53% das profissionais em um estudo relataram que a violência por parte dos cafetões é um problema grave – 33% dos entrevistados afirmaram que o principal benefício de ter um cafetão é a proteção contra possíveis agressões.
Devido à ilegalidade do trabalho sexual em muitas regiões, as profissionais muitas vezes precisam atender clientes em locais discretos e isolados, onde têm menos chance de serem flagradas pela polícia. Essa situação as torna mais vulneráveis a ataques por parte dos clientes. Um estudo realizado com 130 prostitutas de rua em San Francisco constatou que 82% foram fisicamente agredidas, 83% foram ameaçadas com armas e 68% foram estupradas durante o exercício de suas atividades.
Em jurisdições onde o trabalho sexual é ilegal, as profissionais não conseguem denunciar a violência sofrida por medo de serem presas. Em certos estados, as leis anti-prostituição impõem penas mínimas obrigatórias que podem aumentar para crime após múltiplas prisões, dificultando a obtenção de moradia e emprego e desqualificando as profissionais para benefícios sociais. Além disso, as trabalhadoras do sexo podem ser registradas como infratoras sexuais ou enfrentar deportação se tiverem status migratório precário.
Devido ao estigma associado ao trabalho sexual, a polícia tem menos probabilidade de investigar agressões contra as profissionais. Uma trabalhadora na África do Sul afirmou: "Para coletar evidências de um crime contra uma trabalhadora do sexo, primeiro é preciso que isso seja levado a sério; se formos à polícia para denunciar abusos, somos ridicularizadas, nos dizem que 'nós merecemos isso' e nos expulsam", conforme relatado por outra profissional.
Policiais também são frequentemente perpetradores de violência contra prostitutas. Um estudo com profissionais de sexo em Phnom Penh, Camboja, revelou que metade das mulheres havia sido espancada pela polícia e cerca de um terço foi estuprada em grupo por agentes. "Na África do Sul, onde o trabalho sexual é ilegal desde que o regime do apartheid criminalizou a prática em 1957, policiais costumam multar trabalhadoras do sexo com valores exorbitantes e ficar com o dinheiro, configurando um padrão de extorsão econômica por agentes do Estado."

### Serial killers

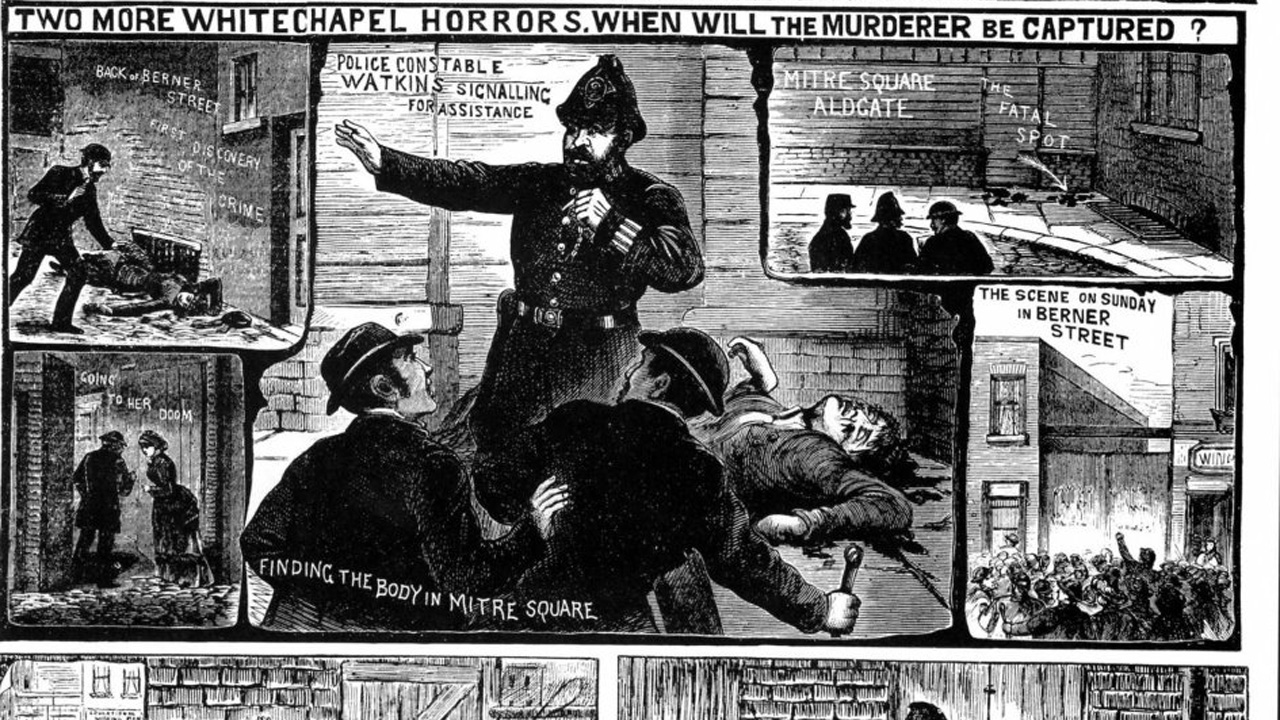
Cartum ilustrado do jornal policial de 1888, mostrando vítimas de Jack the Ripper

Trabalhadoras do sexo (especialmente aquelas que atuam na prostituição de rua) também são, por vezes, alvos de serial killer, que podem considerá-las alvos fáceis e menos propensas a serem notadas, ou que utilizam o estigma religioso e social associado ao trabalho sexual como justificativa para seus crimes.
O serial killer não identificado conhecido como Jack the Ripper assassinou pelo menos cinco prostitutas em Londres em 1888. Contudo, devido à frequência de homicídios de prostitutas na época e local, é difícil determinar quantas dessas mortes podem ser atribuídas ao Ripper. Esses homicídios se distinguem dos demais pela mutilação pós-morte, motivo pelo qual outros assassinatos de prostitutas não são usualmente atribuídos a ele ou são contestados.
Peter Sutcliffe (conhecido como o Yorkshire Ripper) assassinou 13 mulheres, algumas das quais eram prostitutas, de 1975 a 1980, no Norte da Inglaterra.
Gary Ridgway (conhecido como o Green River Killer) confessou ter assassinado 48 prostitutas de 1982 a 1998, tornando-se um dos serial killers mais prolíficos na história dos EUA.
Robert Hansen assassinou entre 15 e 21 prostitutas na região de Anchorage, Alasca entre 1980 e 1983.
Joel Rifkin confessou ter assassinado 17 prostitutas na área de Nova York entre 1989 e 1993, sem que nenhum boletim de pessoas desaparecidas fosse registrado para as mulheres nesse período.
Jeffrey Dahmer matou homens gays que trabalhavam como prostitutas na região de Milwaukee entre 1978 e 1991.
Robert Pickton, um canadense que viveu próximo a Vancouver, ganhou notoriedade após os restos mortais de várias prostitutas desaparecidas serem encontrados em sua fazenda familiar. Ele foi condenado pelos assassinatos de seis mulheres desaparecidas do Downtown Eastside de Vancouver e é suspeito pela polícia de ter matado pelo menos outras vinte (embora não tenham sido apresentadas acusações relacionadas a esses casos).
Em dezembro de 2006, Steve Wright assassinou cinco prostitutas em Ipswich, Inglaterra (ver Ipswich serial murders).
Acredita-se que, a partir de 1996, o Long Island Serial Killer tenha assassinado entre 10 e 16 mulheres que atuavam na prostituição. Os assassinatos parecem ter cessado em 2011, e um suspeito foi apreendido em 2023.

## Esforços para combater a violência
A maioria das iniciativas em defesa das prostitutas tem se concentrado na prevenção da disseminação do HIV/AIDS na população geral, em vez de focar em como determinadas políticas poderiam beneficiar as próprias profissionais. Esse foco negligenciou muitas questões relativas à violência enfrentada pelas trabalhadoras do sexo. Recentemente, entretanto, houve esforços para erradicar a violência contra prostitutas de forma mais abrangente. O Fundo de População das Nações Unidas (UNPF), em conjunto com várias outras organizações, recomenda o empoderamento comunitário liderado pelas próprias profissionais como forma de combater a violência contra elas. O UNPF também defende a mudança da percepção, tratando o trabalho sexual como trabalho, e não como atividade ilegal. Um dos desafios no enfrentamento da violência contra prostitutas é o baixo índice de denúncias por parte delas. Um estudo com prostitutas femininas na Índia constatou que 54% não denunciam os abusos sofridos, e apenas 36% compartilham suas experiências com ONGs ou com familiares ou amigos.

### Por trabalhadoras do sexo
Devido ao alto risco de violência associado ao trabalho sexual, muitas prostitutas têm adotado políticas pessoais para reduzir as chances de serem vítimas. Um estudo de Maureen A. Norton-Hawk constatou que "40% das trabalhadoras do sexo têm uma política de recusar serviços em becos, 54% recusam serviços em casas de drogas e 68% recusam serviços em edifícios abandonados." Frequentemente, as profissionais dependem de si mesmas ou umas das outras para acabar com a violência, visto que muitas campanhas de combate à violência contra mulheres ignoram as necessidades das trabalhadoras do sexo.

### Política governamental

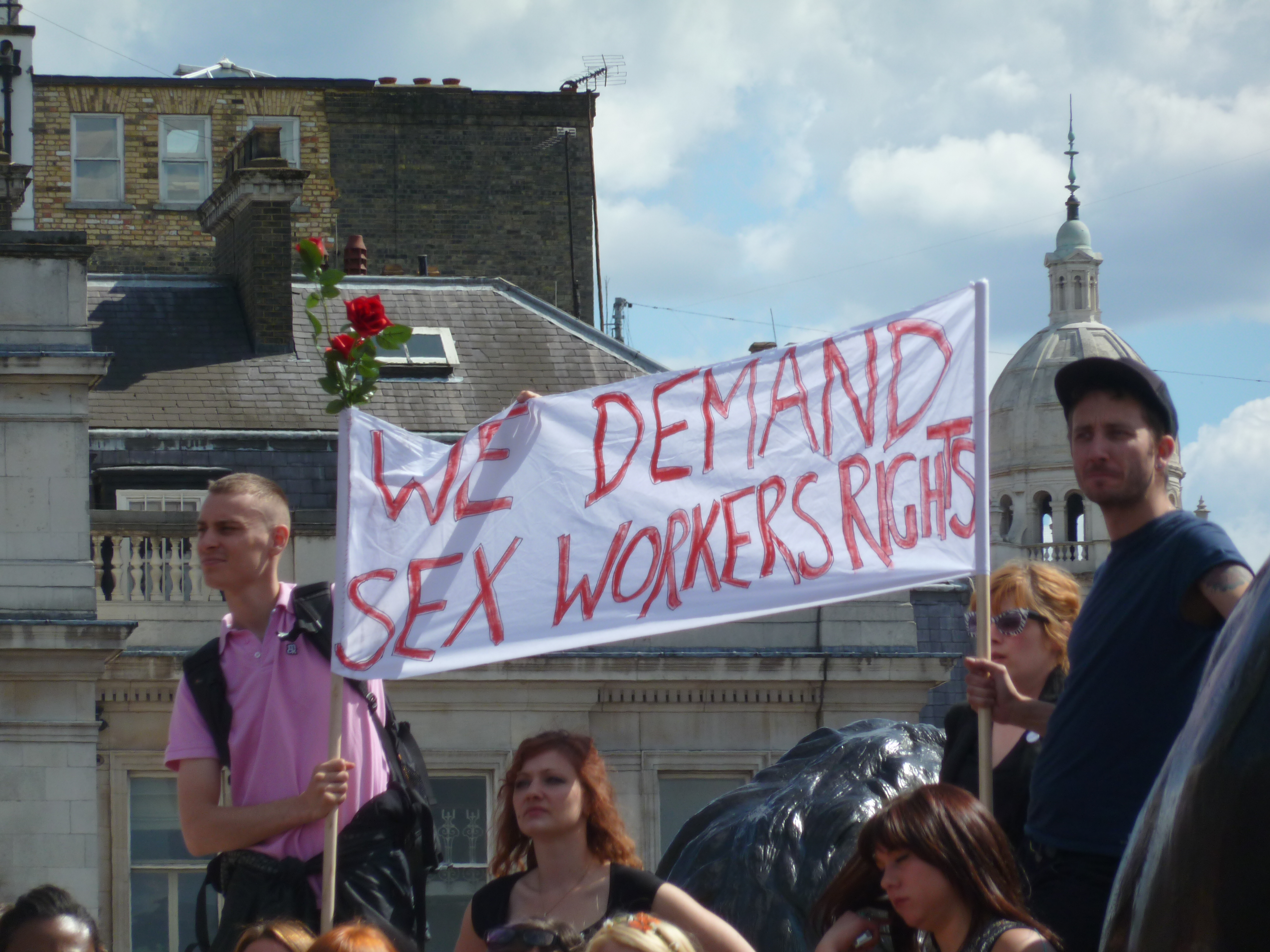
Demonstração pelos Direitos dos Trabalhadores do Sexo no London SlutWalk 2011

UN Women apoia a descriminalização do trabalho sexual para proteger as trabalhadoras de violência e abuso, e encoraja a criminalização de formas de violência, coerção e exploração no trabalho sexual. Atualmente, os Estados Unidos exigem que todos os países que recebem ajuda para prevenção e assistência ao HIV/AIDS adotem a "anti-prostitution pledge", que impõe políticas que tratam o trabalho sexual e a prostituição da mesma forma que o tráfico sexual. Essa política tem resultado em pouca atenção às necessidades de saúde das profissionais e limita a capacidade do governo de abordar as necessidades específicas delas. Além disso, em vários estados dos EUA, leis de sentença mínima obrigatória podem dificultar que as prostitutas tomem medidas legais contra os agressores, por temerem prisão.
Uma opção de política adotada pela Holanda seria designar locais específicos para que trabalhadoras e clientes se encontrem e realizem atividades sexuais. Essa medida forneceria um espaço seguro para a prestação dos serviços, sem a necessidade de permanecer em locais privados, que representam um fator de risco para a violência. Algumas organizações sugerem inclusive a formação de grupos de apoio compostos por trabalhadoras locais para suprir essa necessidade de suporte.